# Cruelty Free International

Marke des BUAV: Das Leaping-Bunny-Siegel

Cruelty Free International ist eine Tierschutz- und Tierrechtsorganisation, die sich für die Abschaffung aller Tierversuche einsetzt. Sie organisieren die Zertifizierung tierversuchsfreier Produkte, die mit dem Symbol eines springenden Hasen (Leaping-Bunny-Siegel) gekennzeichnet sind.
Sie wurde 1898 von der irischen Schriftstellerin und Frauenrechtlerin Frances Power Cobbe als British Union for the Abolition of Vivisection (BUAV) gegründet. Im Jahr 2012 schloss sich die BUAV mit der New England Anti-Vivisection Society zusammen, um eine neue internationale Organisation zu gründen, die sich gegen Tierversuche mit Kosmetika einsetzt: Cruelty Free International. Dies wurde vom BUAV-Unterstützer Ricky Gervais ins Leben gerufen. Im Jahr 2015 fusionierte die Hauptorganisation mit dieser neuen Organisation und übernahm ihren Namen und ihre Politik für alle ihre Aktivitäten.

## Hintergrund

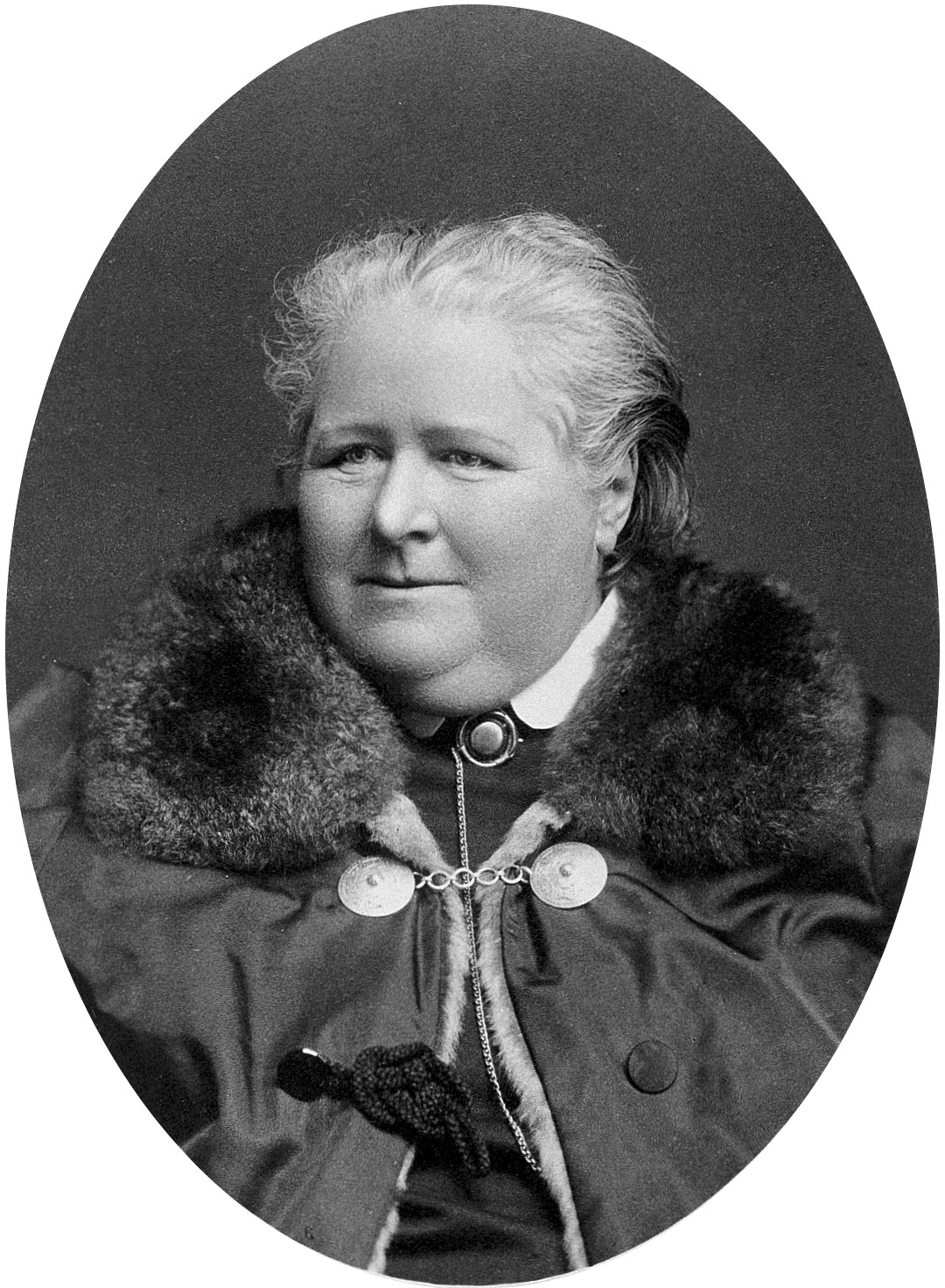
Frances Power Cobbe gründete die BUAV im Jahr 1898.

BUAV wurde am 14. Juni 1898 von Frances Power Cobbe während einer öffentlichen Versammlung in Bristol, England, gegründet. Zunächst als British Union oder „The Union“ (Die Union) bekannt, setzte sie sich zunächst gegen den Einsatz von Hunden bei der Vivisektion ein und hatte mit dem Dogs (Protection) Bill von 1919, der fast zum Gesetz wurde, beinahe einen Erfolg. Zögerliche Diskussionen über einen Zusammenschluss mit der National Anti-Vivisection Society (NAVS), auch in den frühen 1960er Jahren unter dem damaligen Sekretär des NAVS-Komitees, Wilfred Risdon, konnten nicht erfolgreich abgeschlossen werden. In den letzten Jahren gelang es ihr erfolgreich, die britische Regierung dazu zu bewegen, den mündlichen Letale Dosis-Test in den 1990er Jahren abzuschaffen. Die BUAV war auch eng an der Lobbyarbeit beteiligt, die zur Verabschiedung der 7. Änderung der Kosmetikrichtlinie in der Europäischen Union führte, die sowohl das Testen von Kosmetik-Produkten als auch ihrer Inhaltsstoffe an Tieren effektiv verbot auch der Verkauf von Produkten in der EU, die weltweit an Tieren getestet wurden.

## Aktivitäten
In den letzten Jahren hat sich die Organisation auf eine Reihe neuer Bereiche konzentriert, darunter die Förderung tierversuchsfreier Produkte; der REACH-Vorschlag der Europäischen Union, Zehntausende Chemikalien an Millionen Tieren zu testen; und die Verwendung nichtmenschlicher Primaten in Experimenten. Es fungiert als Sekretariat der 1990 gegründeten Europäischen Koalition zur Beendigung von Tierversuchen (ECEAE), und ihre Geschäftsführerin, Michelle Thew, fungiert als Geschäftsführerin der Koalition.
Mithilfe seiner Humane Cosmetics and Humane Household Products Standards (HCS und HHPS) hilft es Verbrauchern, Produkte zu identifizieren und zu kaufen, die nicht an Tieren getestet wurden. Hierbei handelt es sich um geprüfte Akkreditierungssysteme für Einzelhandelsunternehmen, die bestätigen, dass weder ihre Produkte noch ihre Inhaltsstoffe an Tieren getestet werden. Diese Standards werden auch in europäischen Ländern und teilweise in den Vereinigten Staaten angewendet. Eine Liste der zugelassenen Unternehmen ist auf ihrer Website verfügbar und wird regelmäßig aktualisiert. Außerdem betreibt das Unternehmen in Thailand ein Primatenschutzgebiet für 50 gerettete Makaken.

## Aufdeckungen
Zu einer verdeckten Ermittlung gehörte die Aufdeckung der weltweit größten Einrichtung zur Zucht und Lieferung von Primaten (Langschwanzmakaken - Macaca fascicularis) in Gefangenschaft, in Nafovanny, Vietnam, welche die Tiere für Experimente nach Europa und den USA und zu Covance Tierversuchslabor in Deutschland lieferte. Aufgrund der Ergebnisse Tierversuche an Affen der Cambridge University leitete die Aufdeckung eine gerichtliche Überprüfung gegen das Home Office (Ministerium) ein. Der Oberste Gerichtshof entschied in drei der vier Fragen zugunsten der Regierung und in einer Frage zugunsten der BUAV, die jedoch später im Berufungsverfahren aufgehoben wurde und dem Ministerium die Kosten auferlegt wurden. Weitere Untersuchungen im Jahr 2007 hoben den Primatenhandel aus Malaysia und Spanien hervor.